# Burmopsyche
Burmopsyche — викопний рід скорпіонових мух вимерлої родини Aneuretopsychidae, що існував у пізній крейді (99—95 млн років тому). Викопні рештки знайдені у бірманському бурштині.

## Опис
Тіло завдовжки 10-12 мм. Ротовий апарат перетворений у довгий хоботок, що складався з двох стулок — подовжених галеа (зовнішні придатки максилл). Під цими стулками знаходився непарний стилетоподібний придаток з харчовим каналом всередині — гіпофаринкс. Максилярні щупики були вкороченими. Довжина хоботка становила 3-3,8 мм. Комахи, ймовірно, живилися рослинним соком.

## Види
- Burmopsyche bella Zhao et al. 2020
- Burmopsyche xiai Zhao et al. 2020